# Walldorf
Walldorf és una ciutat d'Alemanya a 10 km al sud de Heidelberg, districte de Rhein-Neckar, a l'estat federal de Baden-Württemberg. Té una àrea de 19,91 km² i una població de 14.685 habitants. S'hi barregen els seus antics carrers amb un sector que és seu de nombroses empreses d'alta tecnologia. Aquest és el cas de l'empresa de programari SAP. Walldorf va ser amfitrió de la Copa del Món de Futbol de 2006, ja que va brindar allotjament a la Selecció nacional de Costa Rica del 9 al 21 de juny.